# Rugby sevens nos Jogos Olímpicos de Verão de 2016
Os torneios de rugby sevens ou rúgbi de sete nos Jogos Olímpicos de Verão de 2016, no Rio de Janeiro, foram disputados entre 6 e 11 de agosto no Estádio de Deodoro, no Parque Olímpico de Deodoro, na Vila Militar. Um total de 288 atletas, 144 de cada sexo, estiveram nas disputas.
O rugby teve quatro presenças esporádicas em Olimpíadas na história, sempre na modalidade masculina de quinze jogadores, o rugby union, com sua estreia em Paris, em 1900. Retornou em Londres, em 1908 e em Antuérpia, em 1920, e Paris, em 1924. Noventa e dois anos depois, reestreou na versão de sete jogadores em cada equipe, o rugby sevens, com doze equipes masculinas e doze femininas.

## Forma de disputa

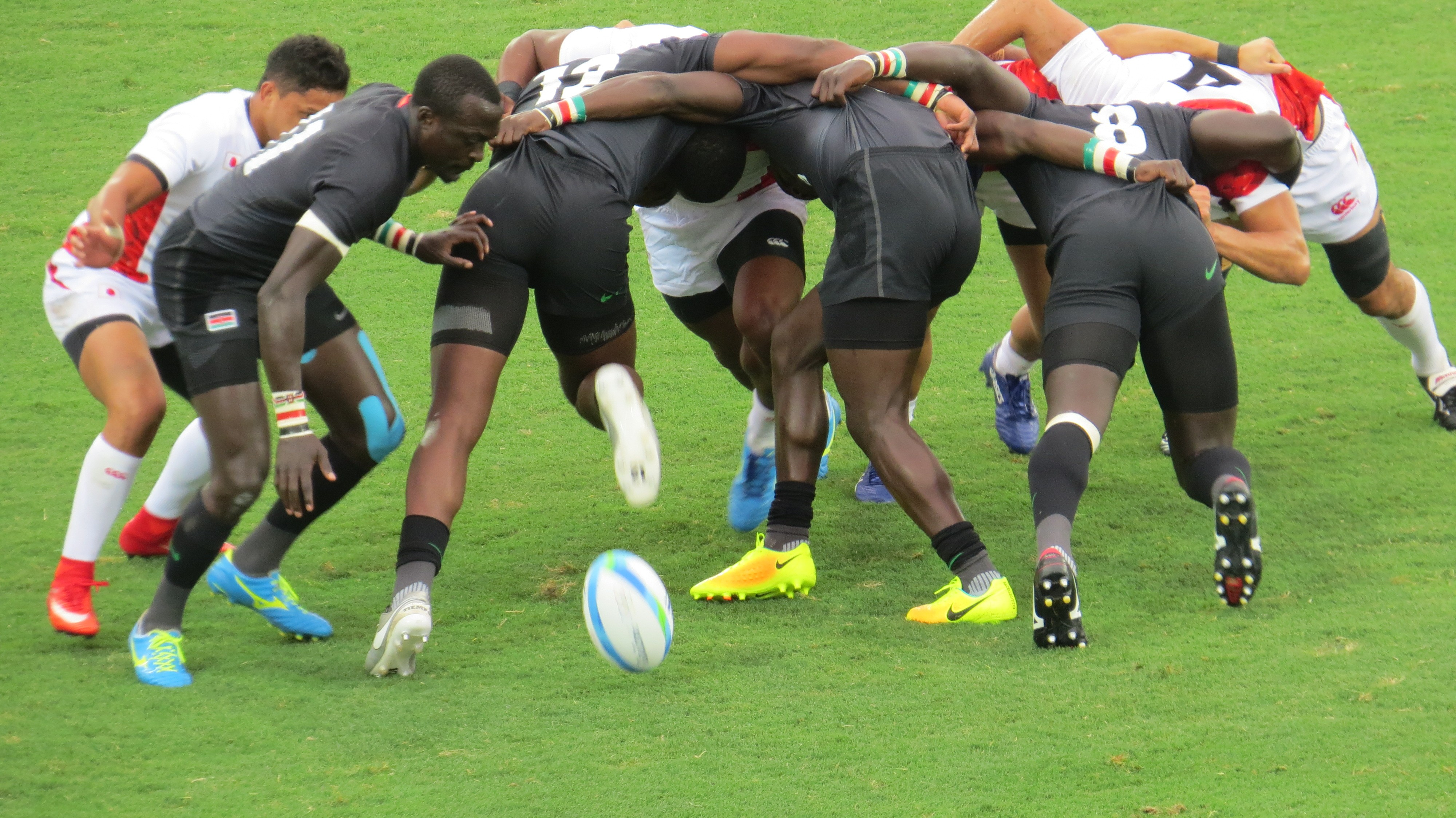
Um scrum na partida entre Quênia e Japão no torneio masculino.

O objetivo de cada equipe é ultrapassar a linha de fundo do campo adversário e tocar com a bola ao chão (try). Cada try soma cinco pontos para a equipe marcadora e dá direito a um chute à meta adversária (conversão), o gol em forma de "U". Se converter, a equipe soma mais dois pontos. Outra forma de obter pontos é o chute ao gol, de forma direta (drop goal) ou em cobrança de penalidade, que valem três pontos.
As partidas são disputadas em dois períodos de sete minutos nas fases iniciais e em dois períodos de dez minutos nas disputas por medalhas. Não há empate nas fases de mata-mata, se um jogo terminar empatado no tempo normal, as equipes disputam um tempo-extra até que uma equipe marque pontos. O tempo-extra é em períodos de cinco minutos.
Cada equipe disputa as partidas com sete jogadores, mas dispõe de cinco reservas, dos quais apenas três podem entrar em cada partida.
Na fase preliminar, as doze equipes de cada torneio são dividas em três grupos de quatro equipes que se enfrentam. O time vencedor recebe três pontos, o perdedor recebe um e equipes empatadas recebem dois pontos cada. Classificam-se para a fase decisiva os dois melhores de cada grupo e os dois melhores terceiros colocados.
A fase decisiva é no sistema de chaves (mata-mata), em que o vencedor passa para a fase seguinte. Os vencedores das semifinais disputam a medalha de ouro e os perdedores disputam a medalha de bronze. Há jogos entre os desclassificados para definir sua posição na classificação do torneio.

## Eventos

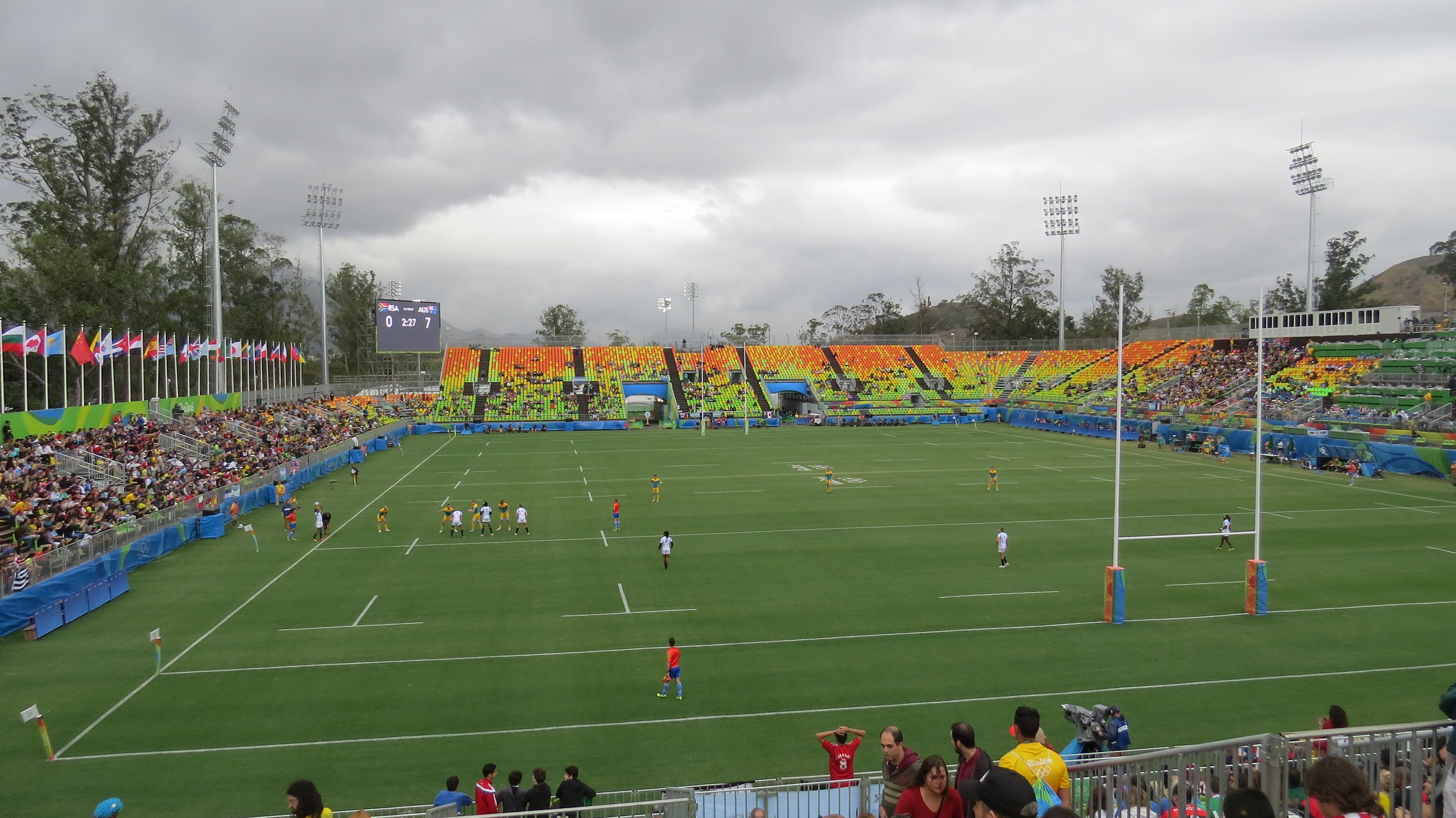
Estádio de Deodoro sediou as partidas de rugby sevens.

Dois eventos da modalidade distribuíram medalhas nos Jogos:
- Torneio masculino (12 equipes)
- Torneio feminino (12 equipes)

## Qualificação

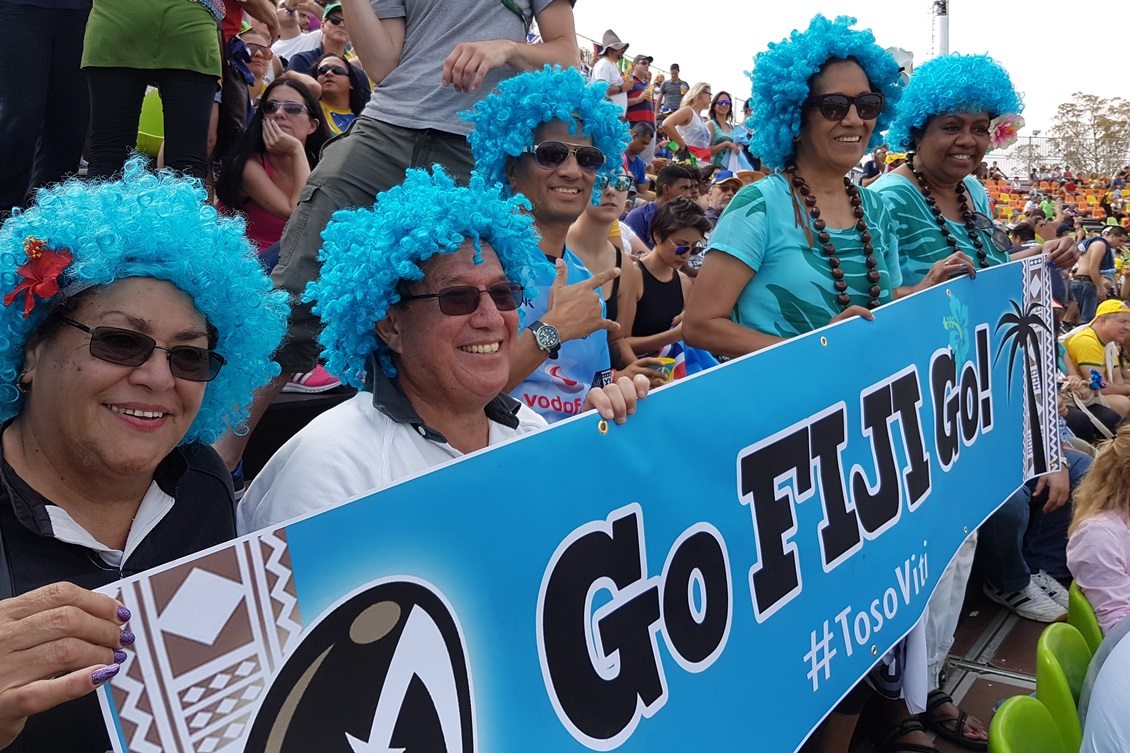
Torcida fijiana em partida do torneio masculino.

Foram colocadas em disputa vinte e duas vagas, onze para cada torneio, de um total de vinte e quatro vagas.
Como país-sede, o Brasil tinha garantida uma vaga em cada um dos torneios, desde que tivesse participado em competições internacionais oficiais. No feminino, como o Brasil não tem uma participação regular nos torneios da World Rugby, a entidade anunciou, em agosto de 2013, que a equipe estaria como convidada na Série Mundial de Rugby Sevens da temporada 2013–14 para que pudesse estar apta a participar dos Jogos.
Masculino
| Torneio                                          | Data                   | Local       | Vagas | Classificados  |
| ------------------------------------------------ | ---------------------- | ----------- | ----- | -------------- |
| País sede                                        | 2 de outubro 2009      | Copenhague  | 1     | Brasil         |
| Série Mundial de Rugby Sevens de 2014–15         | 17 de maio de 2015     | Vários      | 4     | Fiji           |
| Série Mundial de Rugby Sevens de 2014–15         | 17 de maio de 2015     | Vários      | 4     | Grã-Bretanha   |
| Série Mundial de Rugby Sevens de 2014–15         | 17 de maio de 2015     | Vários      | 4     | Nova Zelândia  |
| Série Mundial de Rugby Sevens de 2014–15         | 17 de maio de 2015     | Vários      | 4     | África do Sul  |
| Torneio CONSUR de 2015                           | 7 de junho de 2015     | Santa Fé    | 1     | Argentina      |
| Torneio NACRA de 2015                            | 14 de junho de 2015    | Cary        | 1     | Estados Unidos |
| Sevens Grand Prix Series da Rugby Europe de 2015 | 12 de julho de 2015    | Vários      | 1     | França         |
| Campeonato de Sevens da ARFU de 2015             | 8 de novembro de 2015  | Hong Kong   | 1     | Japão          |
| Campeonato de Sevens da Oceania de 2015          | 15 de novembro de 2015 | Auckland    | 1     | Austrália      |
| Torneio Africa Cup Sevens de 2015                | 15 de novembro de 2015 | Joanesburgo | 1     | Quênia         |
| Torneio qualificatório                           | 19 de junho de 2016    | Fontvieille | 1     | Espanha        |
| Total                                            | Total                  | Total       | 12    |                |

Feminino
| Torneio                                          | Data                   | Local       | Vagas | Classificados  |
| ------------------------------------------------ | ---------------------- | ----------- | ----- | -------------- |
| País sede                                        | 2 de outubro 2009      | Copenhague  | 1     | Brasil         |
| Série Mundial de Sevens 2014-15                  | 17 de maio de 2015     | Vários      | 4     | Austrália      |
| Série Mundial de Sevens 2014-15                  | 17 de maio de 2015     | Vários      | 4     | Canadá         |
| Série Mundial de Sevens 2014-15                  | 17 de maio de 2015     | Vários      | 4     | Grã-Bretanha   |
| Série Mundial de Sevens 2014-15                  | 17 de maio de 2015     | Vários      | 4     | Nova Zelândia  |
| Torneio CONSUR Feminino de 2015                  | 7 de junho de 2015     | Santa Fé    | 1     | Colômbia       |
| Torneio NACRA Feminino de 2015                   | 14 de junho de 2015    | Cary        | 1     | Estados Unidos |
| Sevens Grand Prix Series da Rugby Europe de 2015 | 21 de junho de 2015    | Vários      | 1     | França         |
| Torneio Africa Cup Sevens Feminino de 2015       | 27 de setembro de 2015 | Joanesburgo | 1     | Quênia         |
| Campeonato de Sevens Feminino da Oceania de 2015 | 15 de novembro de 2015 | Auckland    | 1     | Fiji           |
| Campeonato de Sevens Feminino da ARFU de 2015    | 29 de novembro de 2015 | Hong Kong   | 1     | Japão          |
| Torneio qualificatório                           | 26 de junho de 2016    | Dublin      | 1     | Espanha        |
| Total                                            | Total                  | Total       | 12    |                |

## Calendário
|           | Sábado 6 ago | Domingo 7 ago | Domingo 7 ago | Segunda 8 ago | Segunda 8 ago | Terça 9 ago | Quarta 10 ago | Quarta 10 ago | Quinta 11 ago | Quinta 11 ago |
| --------- | ------------ | ------------- | ------------- | ------------- | ------------- | ----------- | ------------- | ------------- | ------------- | ------------- |
| Feminino  | Grupos       | Grupos        | Quartas       | Semi          | Final         |             |               |               |               |               |
| Masculino |              |               |               |               |               | Grupos      | Grupos        | Quartas       | Semi          | Final         |

## Árbitros
Vinte árbitros em cada torneio foram anunciados pela World Rugby. Posteriormente, quatro árbitros brasileiros (dois de cada gênero) foram incluídos como assistentes.
Torneio masculino
| - GBR Mike Adamson - ARG Federico Anselmi - NZL Nick Briant - RSA Ben Crouse - RSA Craig Joubert - NZL Richard Kelly - AUS Anthony Moyes | - AUS Matthew O'Brien - JPN Taku Otsuki - RSA Rasta Rasivhenge - FRA Alexandre Ruiz - RSA Marius van der Westhuizen - BRA Henrique Platais – assistente - BRA Ricardo Sant'Anna – assistente |

Torneio feminino
| - RSA Aimee Barrett - NZL Jess Beard - ITA Beatrice Benvenuti - FIJ James Bolabiu - GBR Sara Cox - JPN Sakurako Kawasaki - CAN Rose Labreche | - HKG Gabriel Lee - ESP Alhambra Nievas - AUS Amy Perrett - GBR Alex Pratt - RSA Rasta Rasivhenge - BRA Mariana Wyse – assistente - BRA Nayara Lima – assistente |

## Medalhistas
No torneio masculino Fiji conquistou a sua primeira medalha na história dos Jogos, depois de superarem a Grã-Bretanha. O terceiro lugar foi para a África do Sul, que derrotou o Japão. Já no torneio feminino, a Austrália venceu a Nova Zelândia na final. O Canadá terminou em terceiro lugar ao ganhar o jogo contra a Grã-Bretanha.
| Evento             | Ouro | Prata | Bronze |
| ------------------ | --- | --- | --- |
| Masculino detalhes | Masivesi Dakuwaqa Apisai Domolailai Osea Kolinisau Semi Kunatani Viliame Mata Leone Nakarawa Vatemo Ravouvou Kitione Taliga Josua Tuisova Jerry Tuwai Jasa Veremalua Samisoni Viriviri FIJ Fiji | Mark Bennett Dan Bibby Phil Burgess Sam Cross James Davies Ollie Lindsay-Hague Ruaridh McConnochie Tom Mitchell Dan Norton Mark Robertson James Rodwell Marcus Watson GBR Grã-Bretanha               | Cecil Afrika Tim Agaba Kyle Brown Juan de Jongh Justin Geduld Francois Hougaard Werner Kok Cheslin Kolbe Dylan Sage Kwagga Smith Philip Snyman Roscko Speckman RSA África do Sul          |
| Feminino detalhes  | Nicole Beck Charlotte Caslick Emilee Cherry Chloe Dalton Gemma Etheridge Ellia Green Shannon Parry Evania Pelite Alicia Quirk Emma Tonegato Amy Turner Sharni Williams AUS Austrália            | Shakira Baker Kelly Brazier Gayle Broughton Theresa Fitzpatrick Sarah Goss Huriana Manuel Kayla McAlister Tyla Nathan-Wong Terina Te Tamaki Ruby Tui Niall Williams Portia Woodman NZL Nova Zelândia | Brittany Benn Hannah Darling Bianca Farella Jen Kish Ghislaine Landry Megan Lukan Kayla Moleschi Karen Paquin Kelly Russell Ashley Steacy Natasha Watcham-Roy Charity Williams CAN Canadá |

## Quadro de medalhas
| Ordem | País              | Medalha de ouro | Medalha de prata | Medalha de bronze |   | Ordem por total |
| ----- | ----------------- | --------------- | ---------------- | ----------------- | - | --------------- |
| 1     | AUS Austrália     | 1               |                  |                   | 1 | 1               |
|       | FIJ Fiji          | 1               |                  |                   | 1 | 1               |
| 3     | GBR Grã-Bretanha  |                 | 1                |                   | 1 | 1               |
|       | NZL Nova Zelândia |                 | 1                |                   | 1 | 1               |
| 5     | CAN Canadá        |                 |                  | 1                 | 1 | 1               |
|       | RSA África do Sul |                 |                  | 1                 | 1 | 1               |
| TOTAL | TOTAL             | 2               | 2                | 2                 | 6 | —               |